# 크래쉬 (1996년 영화)
《크래쉬》(영어: Crash)는 캐나다와 영국에서 제작된 1996년 에로 스릴러 영화이다. 데이비드 크로넌버그가 각본, 연출, 제작을 맡고, 제임스 스페이더 등이 출연하였다.

## 출연진
- 제임스 스페이더
- 홀리 헌터
- 엘리어스 커테이어스
- 데버라 케라 엉거
- 로재나 아켓
- 피터 맥닐
- 주다 캐츠
- 보이드 뱅크스
- 데이비드 크로넌버그 (목소리)

## 기타 제작진
- 공동 제작: 매릴린 스톤하우스, 스테판 라이셸
- 미술: 캐럴 스피어
- 의상: 데니즈 크로넌버그

## 같이 보기
- 익스트림 시네마